# A147公路 (俄罗斯)

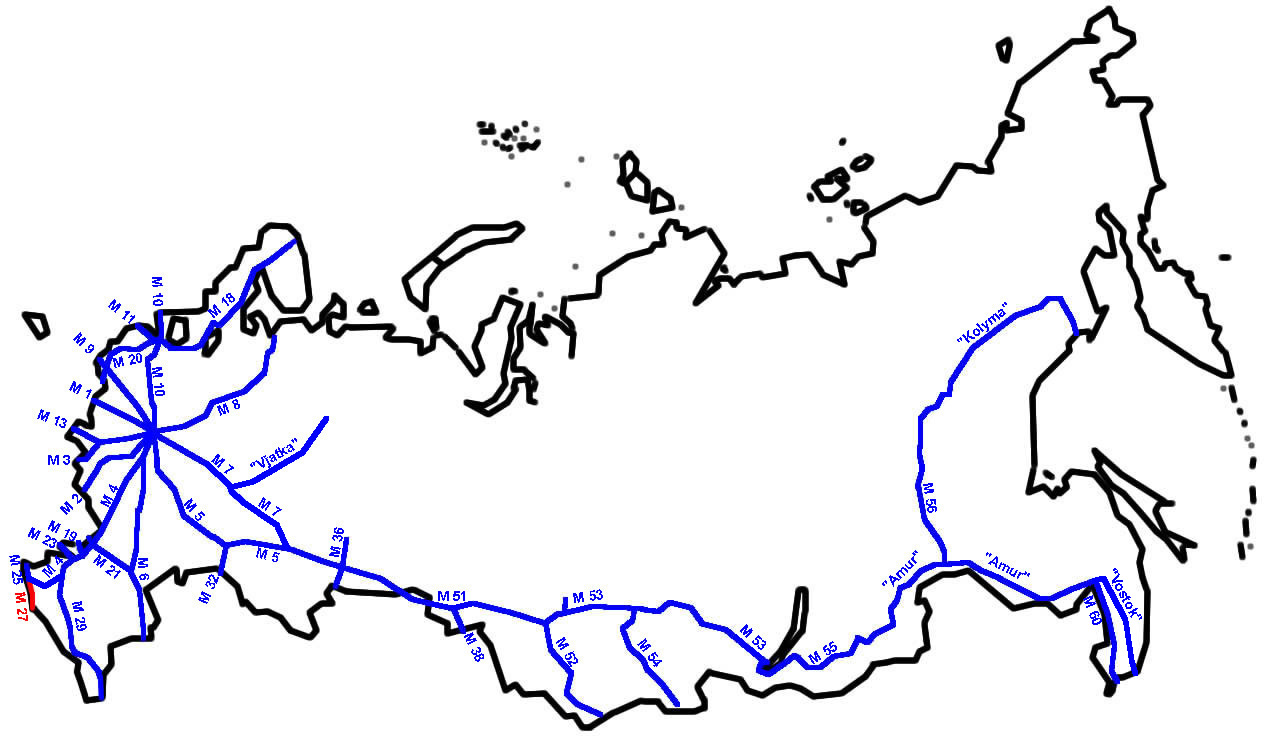
紅線為A147公路

A147公路（俄語：Автомобильная дорога А-147），原编号M27，2018年起更改为A147，是俄羅斯的一條幹線公路，連接克拉斯諾達爾邊疆區的朱布加和格魯吉亞的邊境，全長217公里。是歐洲E97公路和亚洲公路82号线的一部分。
蘇聯時代此路延伸至蘇呼米、第比利斯和巴庫。

## 沿途主要城市
- 圖阿普謝
- 索契